# Eric W. Weisstein
Eric W. Weisstein (Bloomington, Indiana, 18 de marzo de 1969) es un enciclopedista estadounidense, creador y mantenedor de la enciclopedia en línea MathWorld, así como de Eric Weisstein's World of Science (ScienceWorld). Actualmente trabaja para Wolfram Research, Inc.

## Carrera

### MathWorld, ScienceWorld y Wolfram Research
En 1995, Weisstein convirtió un documento de Microsoft Word de más de 200 páginas a formato hipertexto, y lo subió a su espacio web en Caltech bajo el título Eric's Treasure Trove of Sciences. Este documento contenía un compendio de información que Weisstein había obtenido a través de sus estudios. Cuando Weisstein se transfirió a la Universidad de Virginia para continuar sus estudios de astronomía, continuó refinando su enciclopedia personal. En noviembre de 1998, hizo un trato con CRC Press para publicar su enciclopedia en formato de libro, titulado CRC Concise Encyclopedia of Mathematics. Un año después, en 1999, Weisstein aceptó la posición de enciclopedista en Wolfram Research, Inc.

### Enciclopedias de Weisstein
Completas
- MathWorld
- ScienceWorld

En desarrollo
- Scientific Books
- Game of Life in Cellular Automata Theory
- Music
- Rocketry